# 1997年3月9日日食
1997年3月9日日食是一次日全食，發生於1997年3月9日（西半球為3月8日）。新月當天（即朔日），地球上觀測到月球和太阳的角距離極小，此時月球如果恰好在月球交點附近，穿過太阳和地球之間，與地球、太阳接近一直線，則會出現日食。月球本影接觸地表而使該區域完全得不到陽光，就會形成日全食，同時在本影兩側數千公里的半影範圍內遮擋部分陽光，形成日偏食。此次日全食經過了哈萨克斯坦、中国、蒙古和俄罗斯，日偏食則覆蓋了亚洲東部和北美洲西北部地區。俄罗斯和中国等國都對本次日全食做了觀測，中国完成了首次電視直播日全食，而1995年發現的海爾-博普彗星在日全食期間出現在天空，是歷史上有記錄的第四次日全食與亮彗星同時出現。

## 日食概況

### 出現區域
本次日食開始時，月球本影在俄罗斯、中国、蒙古與哈萨克斯坦交界處附近最先接觸地球，當地在3月9日日出時最先看到日全食，然後本影向東沿蒙俄邊界附近移動並完全進入俄罗斯境內，又擦過中国北端的呼伦贝尔與大兴安岭地区交界處附近，向東北穿過俄罗斯，在萨哈共和国阿爾丹區東南部達到最大食分。此後本影從萨哈共和国海岸東部進入北冰洋，跨過國際日期變更線，結束於3月8日日落時分。陸地上看到的日全食均在3月9日。本次日食無論對於中蒙哈俄都是20世紀該國境內的最後一次日全食，其中全食帶在哈萨克斯坦境内只覆蓋了極東端很小的區域。哈萨克斯坦、俄罗斯與蒙古的下一次日全食在2006年3月29日，而中国在2008年8月1日。
本影覆蓋的陸地包括：
- ：东哈萨克斯坦州極東端與俄罗斯、中国和蒙古交界處的極小區域；
- 中国：新疆维吾尔自治区阿勒泰地区的哈巴河县極北端、布尔津县北部、阿勒泰市北部，内蒙古自治区呼倫貝爾盟（今呼伦贝尔市）的额尔古纳市北部、根河市北端，黑龙江省大兴安岭地区的漠河县（今漠河市）幾乎全部（除東南角極小部分）、呼玛县西北端極小部分、塔河县西北部；
- 蒙古国：巴彥烏列蓋省中北部、烏布蘇省除北端外的大部、科布多省北部、扎布汗省中北部、庫蘇古爾省中南部、後杭愛省北部、布爾干省中北部、鄂尔浑省全部、色楞格省全部、达尔汗乌拉省全部、中央省北部、乌兰巴托市西北角極小部分、肯特省北部、東方省北部；
- 俄羅斯：西伯利亚联邦管区的阿尔泰共和国南部、图瓦共和国南部、布里亞特共和國東南部、赤塔州除南北兩側外的大部（今屬外貝加爾邊疆區），遠東聯邦管區的阿穆尔州西北部、萨哈共和国東部、哈巴羅夫斯克邊疆區西北端的極小區域、马加丹州西北端的極小區域，其中最大食分位於萨哈共和国阿爾丹區東南部。[3][4]

除了狹窄的全食帶內能看見日全食之外，本次日食發生時，哈萨克斯坦東部、东亚的絕大部分地區、印度次大陸東部、中南半島（马来半岛南端除外）、菲律宾絕大部分地區、俄罗斯東部、整個美国阿拉斯加州以及加拿大西部都能看到日偏食。其中大部分位於國際日期變更線以西，在3月9日看到日食，剩下的部分在3月8日看到日食。

### 基本參數
- 類型：日全食
- 食甚中心處（位於俄罗斯萨哈共和国阿爾丹區東南部）資料：
  - 時間：1997年3月9日1:23:48.2
  - 地點：57°46.8′N 130°40.9′E / 57.7800°N 130.6817°E
  - 食分：1.0420（全食帶內最大）
  - 日全食持續時間：2分50.1秒

## 特殊現象

### 重力異常
本次日食發生時，中國科學家在漠河測得初虧與復圓時重力加速度異常降低，形成了「重力雙谷」，其中第二次降低了約7 {\displaystyle \times } 10−8 m/s2，而這一現象尚未得到合理解釋。已經提出的一些猜想（例如范弗拉敦–楊猜想）也無法得出明確結論。

### 海爾-博普彗星
海爾-博普彗星發現於1995年，1996年逐漸變亮，到1997年初，彗星持續靠近太陽，而本次日全食發生時恰好能在天空中看到。在此之前，日全食與亮彗星同時出現的記錄僅有1882年5月17日、1947年5月20日、1948年11月1日三次。

## 觀測
地球繞太阳、月球繞地球公转及月球交點的移動均有規律，只要數據足夠準確，就能夠精確計算出過去及將來的日食，也能為日食觀測提前做準備。日全食發生時，在月球本影區域內，月球完全遮蔽了太阳的光球部分，在短暫的時間內出現類似黑夜的景象。比光球暗得多、平時無法看見的色球、日冕和日珥都在此時出現，在日冕儀發明之前，這是研究太陽大氣的唯一機會，因此日全食觀測以此為重點。而在本影以外數千公里的半影區域內，月球只遮擋了部分陽光，發生日偏食，並未形成類似黑夜的景象，能看到的只是太阳形狀有所殘缺，色球、日冕和日珥等光球以外的部分仍然無法看到。

### 俄羅斯
俄羅斯科學院組織了前往贝加尔湖地區的觀測隊，對日冕的多個方面進行觀測，以彌補太陽和太陽風層探測器在日冕觀測時的一些不足。

### 中國
本次日食在中國絕大部分地區都是日偏食，全食帶覆蓋的地區只有西北的新疆阿勒泰地區北部，以及東北的内蒙古呼伦贝尔盟（今呼伦贝尔市）北部和黑龙江大兴安岭地区北部交界。因此中國的日全食觀測也就集中於這兩小片地區。
阿勒泰地區的日全食恰好發生在日出時分，根據對此次日食的天光度觀測，夏商周斷代工程認為《竹書紀年》中「懿王元年，天再旦於鄭……」的記錄是前899年4月21日的日全食，從而確定牧野之战及周朝開始的時間。（也有學者對這個說法存疑）
而黑龙江漠河地區由於全食發生時太陽角度高、全食持續時間較長，成為中國境內的最佳觀測地，其中又以漠河鄉（今北极镇）的全食持續時間最長。加之海爾-博普彗星同時出現，吸引了大批人前往漠河觀測。此外，中國大陸還完成了首次日全食業餘電台通信實驗和中央电视台的首次日食直播。

## 相關的日食

### 1997-2000年的日食
月球交替位於相對的月球交點時，以半個交點年（食年），即約177天又4小時間隔出現下列日食。
| 日食列表  |           |           |           |           |           |           |           |           |           |           |           |
| 1997-2000 | 2000-2003 | 2004-2007 | 2008-2011 | 2011-2014 | 2015-2018 | 2018-2021 | 2022-2025 | 2026-2029 | 2029-2032 | 2033-2036 | 2036-2039 |

| 降交點                                                         | 降交點                  |                  | 升交點                   | 升交點 |
| 沙羅周期                                                       | 地圖                    | 沙羅周期         | 地圖                     |        |
| 120 俄罗斯赤塔的日全食                                         | 1997年3月9日 全食       | 125              | 1997年9月2日 偏食（南）  |        |
| 130                                                            | 1998年2月26日 全食      | 135              | 1998年8月22日 環食       |        |
| 140                                                            | 1999年2月16日 環食      | 145 法国的日全食 | 1999年8月11日 全食       |        |
| 150                                                            | 2000年2月5日 偏食（南） | 155              | 2000年7月31日 偏食（北） |        |
| 註：2000年7月1日和2000年12月25日的日偏食屬於下一組交點年系列。 |                         |                  |                          |        |

### 沙羅周期
沙羅周期長度為18年11天。本次日食屬於沙羅週期120，共包含71次日食，依次為933年5月27日至1041年7月30日的7次日偏食、1059年8月11日至1492年4月26日的25次日環食、1510年5月8日至1564年6月8日的4次全環食（亦稱混合食）、1582年6月20日至2033年3月30日的26次日全食、2051年4月11日至2195年7月7日的9次日偏食，總共歷時1262.11年。其中最長的全食發生於1997年3月9日，共持續了2分50秒。
下表列舉了1901年至2100年間發生的屬於該周期的日食，是第55至65次：
| 55            | 56            | 57            |
| ------------- | ------------- | ------------- |
| 1907年1月14日 | 1925年1月24日 | 1943年2月4日  |
| 58            | 59            | 60            |
| 1961年2月15日 | 1979年2月26日 | 1997年3月9日  |
| 61            | 62            | 63            |
| 2015年3月20日 | 2033年3月30日 | 2051年4月11日 |
| 64            | 65            |               |
| 2069年4月21日 | 2087年5月2日  |               |

### 默冬序列
默冬序列是至少包含5個以19年（6939.69天）重覆出現的食的週期組合，而這些日食幾乎都出現在日曆上相同的日期。另一方面，它也包含了1/5長或3.8年（1387.94天）的子週期。
這個序列從1993年5月21日至2069年5月20日，其中包含了21次的日食事件。
| 5月20-21日    | 3月9日       | 12月25-26日    | 10月13-14日    | 8月1-2日     |
| 118           | 120          | 122            | 124            | 126          |
| ------------- | ------------ | -------------- | -------------- | ------------ |
| 1993年5月21日 | 1997年3月9日 | 2000年12月25日 | 2004年10月14日 | 2008年8月1日 |
| 128           | 130          | 132            | 134            | 136          |
| 2012年5月20日 | 2016年3月9日 | 2019年12月26日 | 2023年10月14日 | 2027年8月2日 |
| 138           | 140          | 142            | 144            | 146          |
| 2031年5月21日 | 2035年3月9日 | 2038年12月26日 | 2042年10月14日 | 2046年8月2日 |
| 148           | 150          | 152            | 154            | 156          |
| 2050年5月20日 | 2054年3月9日 | 2057年12月26日 | 2061年10月13日 | 2065年8月2日 |
| 158           |              |                |                |              |
| 2069年5月20日 |              |                |                |              |

## 資料來源
1. 1 2  樊忠玉. . 中国天文科普网. （原始内容存档于2014-09-17）.
2. 1 2  Fred Espenak. . NASA Eclipse Web Site.   [2015-07-14]. （原始内容存档于2020-07-20）.
3. ↑  Fred Espenak. . NASA Eclipse Web Site.   [2015-07-14]. （原始内容存档于2020-10-20）.（英文）
4. ↑  Xavier M. Jubier. .   [2016-01-10]. （原始内容存档于2020-05-27）.（法文）（英文）
5. ↑  Fred Espenak. . NASA Eclipse Web Site.   [2015-06-20]. （原始内容存档于2008-08-29）.（英文）
6. ↑  . Sciscape科學新聞報導.   [2015-02-28]. （原始内容存档于2015-04-02）.
7. ↑  .   [2015-02-28]. （原始内容存档于2015-04-02）.
8. ↑  Wang, Qian-shen; Yang, Xin-She; Wu, Chuan-zhen; Guo, Hong-gang; Liu, Hong-chen; Hua, Chang-chai. . Physical Review D. 2000-07-14, 62 (4): 041101  [2020-03-11]. ISSN 0556-2821. doi:10.1103/PhysRevD.62.041101. （原始内容存档于2020-07-26）.
9. ↑  . 网易. 2008-07-21  [2020-03-11]. （原始内容存档于2020-05-22）.
10. ↑  . IZMIRAN.   [2015-02-28]. （原始内容存档于2011-10-02）.（英文）（俄文）
11. ↑  . 光明网. 1998-03-20  [2020-03-11]. （原始内容存档于2015-04-02）.
12. ↑  Douglas J. Keenan在“东亚历史”期刊（East Asian History）上发表《Astro Historiographic Chron ologiesof Early China are Unfounded》文章质疑周懿王元年天再旦是西元前899年，“计算显示，西元前899年的那次日食把主观亮度（人类观察者所感受到的亮度）减低的程度小于25%。……实际上，飘过的云常常可以造成主观亮度减少25%……公元前776年的日食……几乎可以肯定为一条伪造。”。
13. ↑  . tech.sina.com.cn.   [2020-03-11]. （原始内容存档于2015-04-02）.
14. ↑  钱汝虎. . 天文爱好者. 1997, (06).
15. ↑  . tv.cntv.cn.   [2020-03-11]. （原始内容存档于2015-07-10）.
16. ↑  Fred Espenak. . NASA Eclipse Web Site.（英文）

## 外部連結
- NASA日食專頁（页面存档备份，存于）（英文）
- 可見區域圖和時間統計：由弗雷德·埃斯佩纳克做出的日食預報，NASA/GSFC
  - Google互動地圖呈現的日食範圍
  - 貝塞爾元素
- Google地圖顯示的日全食和日偏食範圍（页面存档备份，存于）（法文）（英文）

圖片及錄影：
- 视频：1997年黑龙江漠河日全食（页面存档备份，存于）
- 1954-2008年歷次日全食拍攝的日冕（本次在俄羅斯赤塔拍攝）（页面存档备份，存于）（英文）（法文）
- 俄羅斯的觀測記錄（俄文）

| \| \| 日食 \|                              |                             |                                          |
| 上一次日食： 1996年10月12日日食 （日偏食） | 1997年3月9日日食 （日全食） | 下一次日食： 1997年9月2日日食 （日偏食） |
| 上一次日全食： 1995年10月24日日食          | 1997年3月9日日食 （日全食） | 下一次日全食： 1998年2月26日日食         |
|                                            | 日食                        |                                          |